# Autostrada A28 (Belgio)
L'Autostrada A28 belga parte da Aubange fino ad arrivare al confine con la Francia, congiungendosi con la Route nationale 52; è lunga 3 km.

## Percorso
|      |                                                         |        |                |  |  |
| Tipo | Indicazione                                             | Uscita | Strada europea |  |  |
|      | Athus                                                   | 3      |                |  |  |
|      | Aubange                                                 | 4      |                |  |  |
|      | Route nationale 52 (Francia) Confine di Stato - Francia |        |                |  |  |